# Melay (Saône-et-Loire)
Melay ist eine französische Gemeinde mit 964 Einwohnern (Stand 1. Januar 2022) im Département Saône-et-Loire in der Region Bourgogne-Franche-Comté (vor 2016 Bourgogne). Sie gehört zum Arrondissement Charolles und zum Kanton Paray-le-Monial (bis 2015 Marcigny). Die Einwohner werden Melayots genannt.

## Geographie
Melay liegt in der Landschaft Charolais. Die Loire begrenzt die Gemeinde im Osten. Nachbargemeinden von Melay sind Artaix im Norden, Saint-Martin-du-Lac im Nordosten, Iguerande im Osten, Paray-le-Monial im Osten, Briennon im Südosten, La Bénisson-Dieu und Noailly im Süden, Vivans im Westen sowie Chenay-le-Châtel im Nordwesten.

## Bevölkerungsentwicklung
| Jahr                      | 1962 | 1968 | 1975 | 1982 | 1990 | 1999 | 2006 | 2011 | 2016 |
| Einwohner                 | 1053 | 1015 | 900  | 876  | 819  | 820  | 830  | 948  | 982  |
| Quelle: Cassini und INSEE |      |      |      |      |      |      |      |      |      |

## Sehenswürdigkeiten
- Kirche Saint-Étienne
- Turmhügelburg von Bagneux
- Schloss Maulévrier, seit 1991 Monument historique

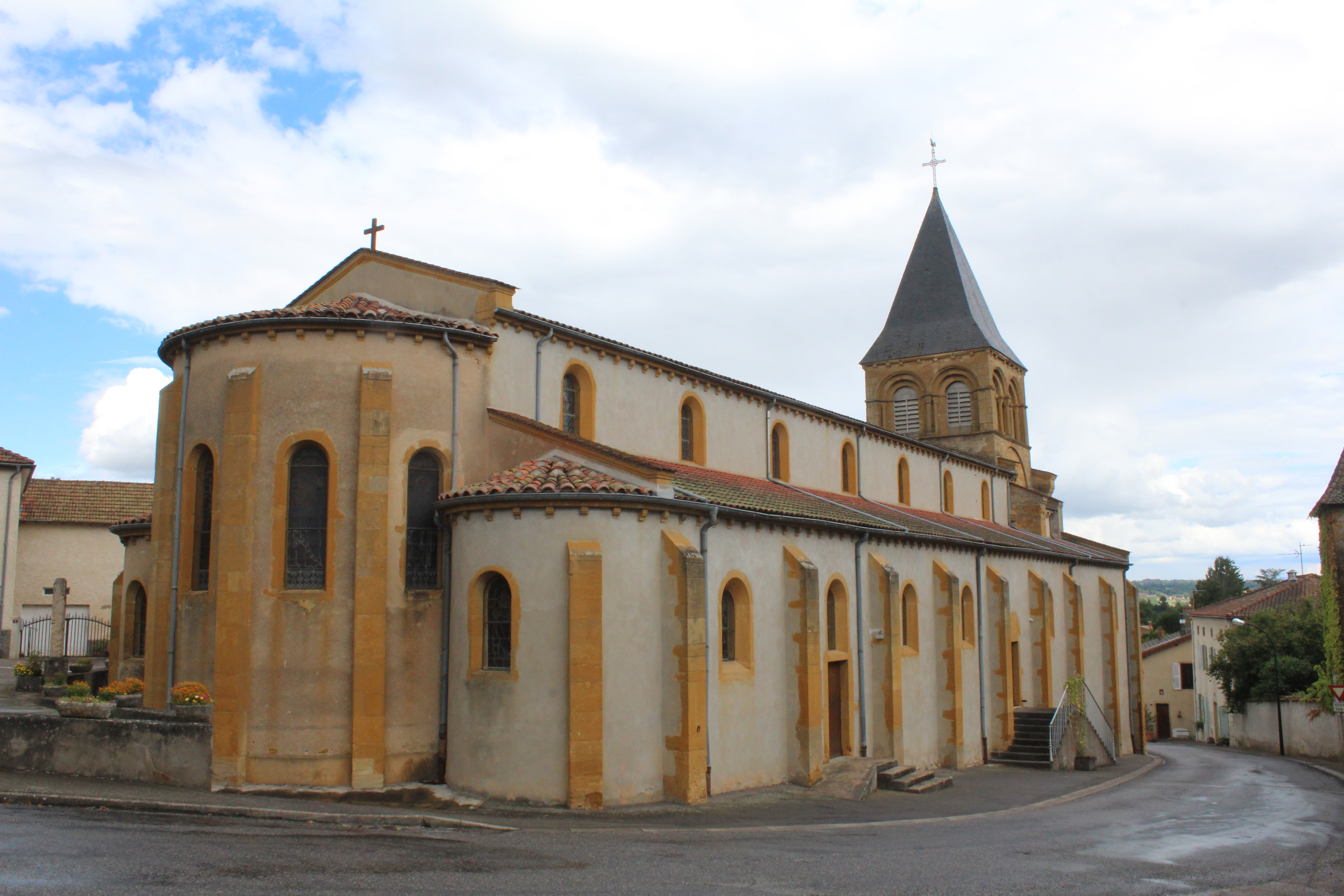
Kirche Saint-Étienne
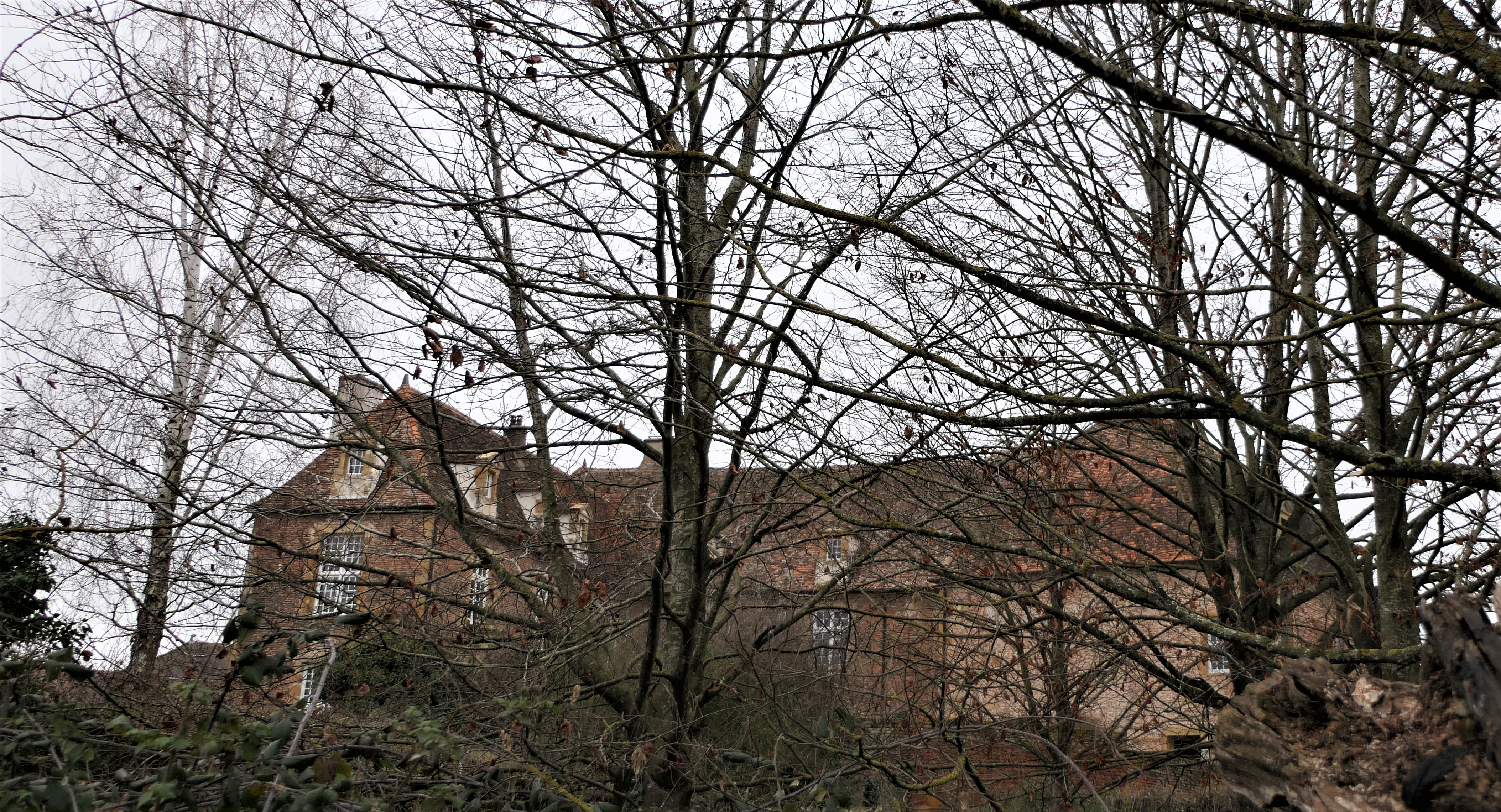
Schloss Maulévrier

## Persönlichkeiten
- François Savary de Brèves (1560–1628), Diplomat